# 韦申博伊伦
韦申博伊伦是德国巴登-符腾堡州的一个市镇。总面积12.95平方公里，总人口3958人，其中男性1956人，女性2002人（2011年12月31日），人口密度306人/平方公里。